# Hamburg Hannoverscher Bahnhof
Hamburg Hannoverscher Bahnhof (tot 1892 genaamd Venloër Bahnhof, maar ook wel aangeduid als Pariser Bahnhof) was een spoorwegstation in de Duitse stad Hamburg. Het kopstation lag op de Grasbrook, een eiland in de monding van de Elbe. Het was het eind van de spoorlijnen die de Elbe overstaken via bruggen tussen Hamburg en Harburg naar Hannover (via Lehrte) en naar Venlo, de Hamburg-Venloer Bahn (via Münster en Wesel).
In de Tweede Wereldoorlog was Hamburg Hannoverscher Bahnhof het centrale station dat werd gebruikt voor de deportatie van Joden, Roma en Sinti. 

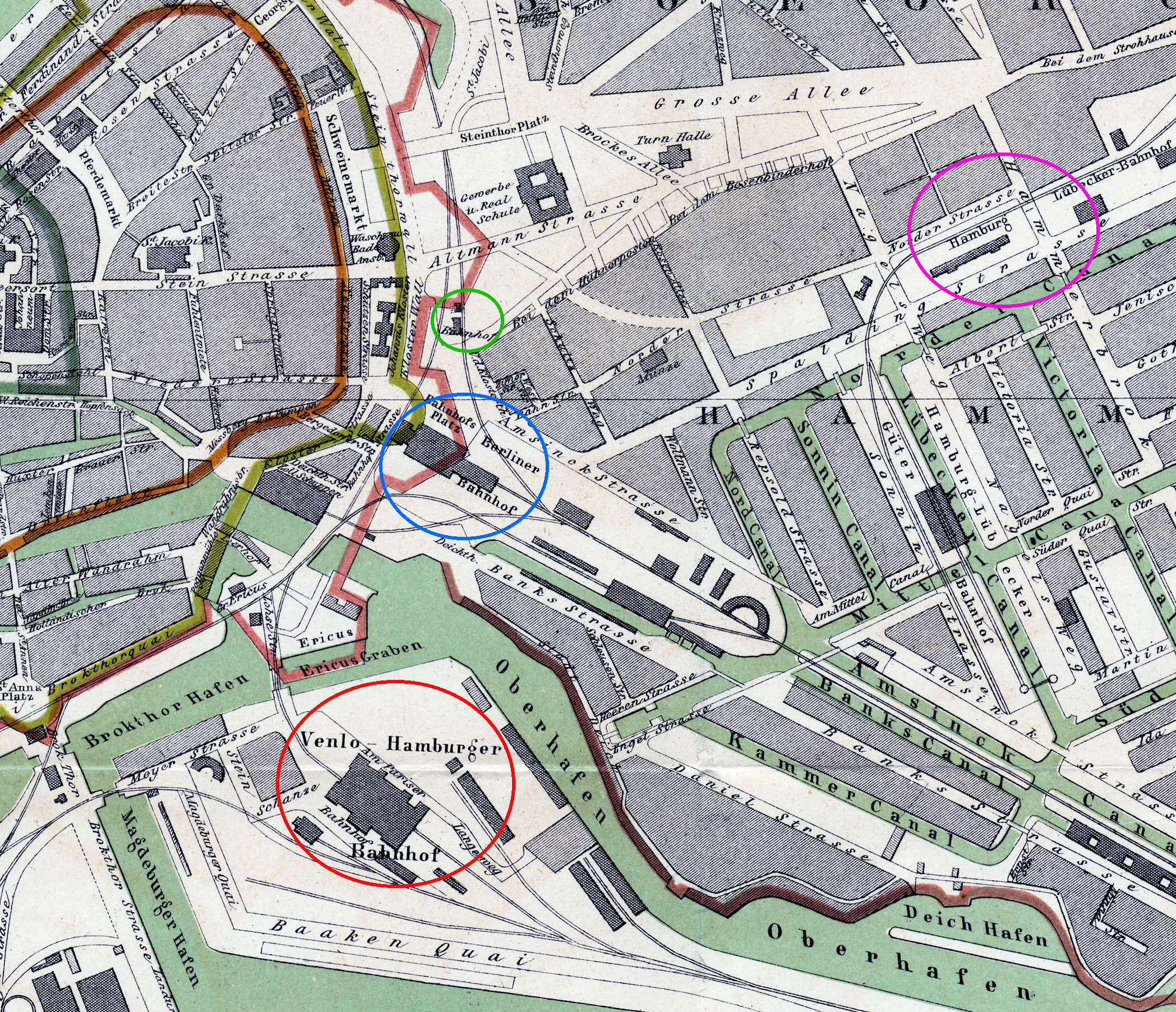
Locaties voormalige stations:
blauw = Berliner Bahnhof
groen = Bahnhof Klostertor
roze = Lübecker Bahnhof
rood = Venloër Bahnhof